# Toată lumea este a mea
Toată lumea este a mea (în hindi दुनिया मेरी जेब मे, transliterat: Duniya Meri Jeb Mein) este un film de acțiune indian din 1979, regizat de Tinnu Anand⁠(d) și cu Shashi Kapoor⁠(d), Rishi Kapoor⁠(d) și Neetu Singh⁠(d) în rolurile principale. Muzica filmului a fost compusă de Rajesh Roshan⁠(d).

## Rezumat
Vishal Khanna (Rishi Kapoor⁠(d)), student la o facultate prestigioasă, crede că duce o viață prosperă, alături de fratele său, Karan Khanna (Shashi Kapoor⁠(d)), care este om de afaceri. El o întâlnește pe Neeta (Neetu Singh⁠(d)), singura fiică a unui om bogat văduv pe nume Gulabchand, și se îndrăgostește de ea. Gulabchand se întâlnește cu Karan pentru a organiza nunta lui Vishal cu Neeta. Evenimentele scapă însă de sub control atunci când Gulabchand este ucis, iar Karan este lovit de un camion și ajunge să-și piardă ambele picioare. Vishal începe să-l îngrijească pe Karan, acum schilodit, dar este surprins neplăcut să afle de la inspectorul de poliție Yadav că fratele său, Karan, nu a fost niciodată om de afaceri, ci un artist de trapez la Circul Amar, și că este, de asemenea, suspectat că ar fi pus la cale un jaf îndrăzneț și asasinarea lui Gulabchand.

## Distribuție
- Shashi Kapoor⁠(d) — Karan Khanna
- Rishi Kapoor⁠(d) — Vishal Khanna
- Neetu Singh⁠(d) — Neeta
- Ranjeet⁠(d) — Rawat
- Agha⁠(d) — Diwanchand
- Raj Mehra⁠(d) — Gulabchand
- Pinchoo Kapoor⁠(d) — Thakurdas
- Nadira — dna Robins
- Paintal⁠(d) — Bhaskar
- Lalita Pawar⁠(d) — administratoarea căminului de fete
- Jagdish Raj⁠(d) — administratorul căminului de băieți
- Keshto Mukherjee⁠(d) — paznicul căminului de băieți
- Sudhir — inspectorul Yadav
- Helen — dansatoare de la bar

## Coloana sonoră
| Cântec                                             | Cântăreț(ață)                      |
| -------------------------------------------------- | ---------------------------------- |
| „Dekh Mausam Keh Raha Hai, Baahon Mein Aake Meri”  | Lata Mangeshkar⁠(d), Amit Kumar     |
| „Tere Jaisa Bhai Sabko Mile” (vesel)               | Kishore Kumar⁠(d), Mohammed Rafi⁠(d) |
| „Tere Jaisa Bhai Sabko Mile” (trist)               | Kishore Kumar⁠(d), Mohammed Rafi⁠(d) |
| „Saari Ki Saari Yeh Duniya Meri Jeb Mein”          | Kishore Kumar⁠(d), Asha Bhosle⁠(d)   |
| „Kuch Sochoon, Haan Socho, Kuch Boloon, Haan Bolo” | Kishore Kumar⁠(d), Asha Bhosle⁠(d)   |
| "Yeh Bhi Dil Maangta"                              | Asha Bhosle⁠(d)                     |